# Лешек Енгелкинг
Лѐшек Мария Ѐнгелкинг (на полски: Leszek Maria Engelking) е полски писател, критик и преводач. Член на Асоциацията на полските писатели от 1989 година.

## Биография
Роден е в град Хожов на 2 февруари 1955 година. През 1979 година завършва полска филология във Варшавския университет. През 2002 г. получава докторска степен, хабилитира се през 2013 г.

## Творчество
- Autobus do hotelu Cytera (Варшава, 1979 г., поеми)
- Haiku własne i cudze (Краков, 1991 г., поеми)
- Mistrzyni kaligrafii i inne wiersze (Краков, 1994 г., поеми)
- Dom piąty (Краков, 1997 г., поеми)
- I inne wiersze (Краков, 2000 г., поеми)
- Codzienność i mit. Poetyka, programy i historia Grupy 42 w kontekstach dwudziestowiecznej awangardy i postawangardy (Лодз, 2005 г., монография)
- Szczęście i inne prozy (Варшава, 2007 г., разкази)
- Muzeum dzieciństwa (Познан, 2011 г., поеми)
- Chwyt metafizyczny. Vladimir Nabokov – estetyka z sankcją wyższej rzeczywistości, (Лодз, 2011 г., монография)
- Komu kibicują umarli?, (Познан, 2013 г., поеми)
- Suplement (Лодз, 2016 г., поеми)
- Nowe mity. Twórczość Jachyma Topola (Лодз, 2016 г., монография)
- Bytom w literaturze: dzieła, miejsce, zakorzenienie, tożsamość, mit (Бытом, 2018) г., монография)
- Szwejkowie i Don Kichoci (Лодз, 2019 г.)